# Association sportive Dakar Sacré-Cœur (féminines)
Pour la section masculine, voir Association sportive Dakar Sacré-Cœur.
Maillots
Actualités
La section féminine de l'Association Sportive Dakar Sacré-Cœur est un club de football féminin sénégalais basé dans la ville de Dakar, dans la commune de la SICAP-Mermoz.

## Histoire
Créée en 2017, la section est championne puis promue en première division en 2019
Le club est sacré champion du Sénégal pour la première fois en 2021 devançant les Aigles de la Médina à la différence de buts, après une victoire 4-0 face aux Amazones de Grand-Yoff lors de la dernière journée.
Le club est partenaire de l’Olympique Lyonnais.
Le Dakar SC représente le Sénégal lors de la première édition de la Ligue des champions de la CAF, mais est éliminé en terminant deuxième des éliminatoires de la zone UFOA A derrière l'AS Mandé après une défaite 4-0 face aux Maliennes.
Après avoir cédé sa couronne nationale à l'USPA en 2022, le Dakar SC retrouve son trône la saison suivante, en devançant au classement les Sirènes de Grand-Yoff. En Ligue des champions, le club termine à nouveau deuxième du tournoi UFOA-A, à nouveau devancé par l'AS Mandé.

## Palmarès
| Compétitions nationales |
| --- |
| - Championnat du Sénégal féminin (2) : - Champion : 2021, 2023. - Division 2 - Champion : 2019 - Coupe du Sénégal féminine : - Finaliste : 2022. |